# Filmare
Filmare eller filmskapare är ett övergripande begrepp för personer som arbetar med film, särskilt spelfilm. Filmare arbetar med film inom ett eller flera yrken, bland annat filmregissör, filmproducent, filmfotograf eller filmklippare.